# ソマリダチョウ
ソマリダチョウ（ソマリ駝鳥、Struthio molybdophanes）はダチョウ属の一種。ダチョウの亜種と考えられてきたが、2014年に別種とされた。

## 分類
360-410万年前にダチョウとの共通祖先から分岐した。

## 外見
ダチョウに似るが、首と大腿の皮膚が青く（ダチョウはピンク色）、繁殖期になるとオスは明るい青色になる。首には典型的な幅広の白いリングがなく、尾羽は白。オスはメスよりも大きい。

## 分布
アフリカの角の大部分に分布。エチオピア北東部、ジブチ南部、ケニア大部分、ソマリア大部分。

## 生態
ダチョウ（サバンナに生息）よりも植物が生い茂る場所を好む。草食者（grazer）であるダチョウに対し、ソマリダチョウは葉食者（browzer）である。ダチョウとの間では交配できない。